# Pegas (síť)
Pegas je síť (systém), kterou provozuje Ministerstvo vnitra České republiky pro potřeby bezpečnostních složek státu. Dodavatel sítě (EADS/Nortel)) uvádí 98% pokrytí území ČR.[zdroj⁠?!]
V síti se od počátku používaly Radiostanice Matra, výrobky firmy Matra-Nortel (nyní EADS). Umožňují individuální a skupinovou komunikaci (systémová komunikace), provoz v přímém režimu DIR (nesystémová komunikace) a datové přenosy v systému (SMS aplikace, IP aplikace).
O modernizaci TETRAPOLu nebo o přechodu na LTE/5G rozhodne vláda v roce 2018. Avšak v roce 2019 Sítě 5G/LTE uspěli.

## Technické specifikace Radiostanice Matra
- Kmitočtový rozsah:  380–385 MHz (direkt + vstupy převaděčů) 390–395 MHz (direkty + výstupy převaděčů)
- Modulace: GMSK (Gaussian Minimum Shift Keying)
- Přenosová rychlost: 8–76 kbit/s (základnové stanice)
- Výkon VF:  základna 25 W + ruční stanice 1–2 W + mobilní stanice 10 W
- Přenosová rychlost síťových dat: 4,8–7,2 kbit/s
- Počet komunikačních kanálů: 4, 8 nebo rozšířených 16 (zatím většinou 8)
- Šifrovací mechanismus: datový tok 64bit kód neměnný a hovorový kód 32bitový měnitelný za provozu